# Horst Einsiedel (Maueropfer)

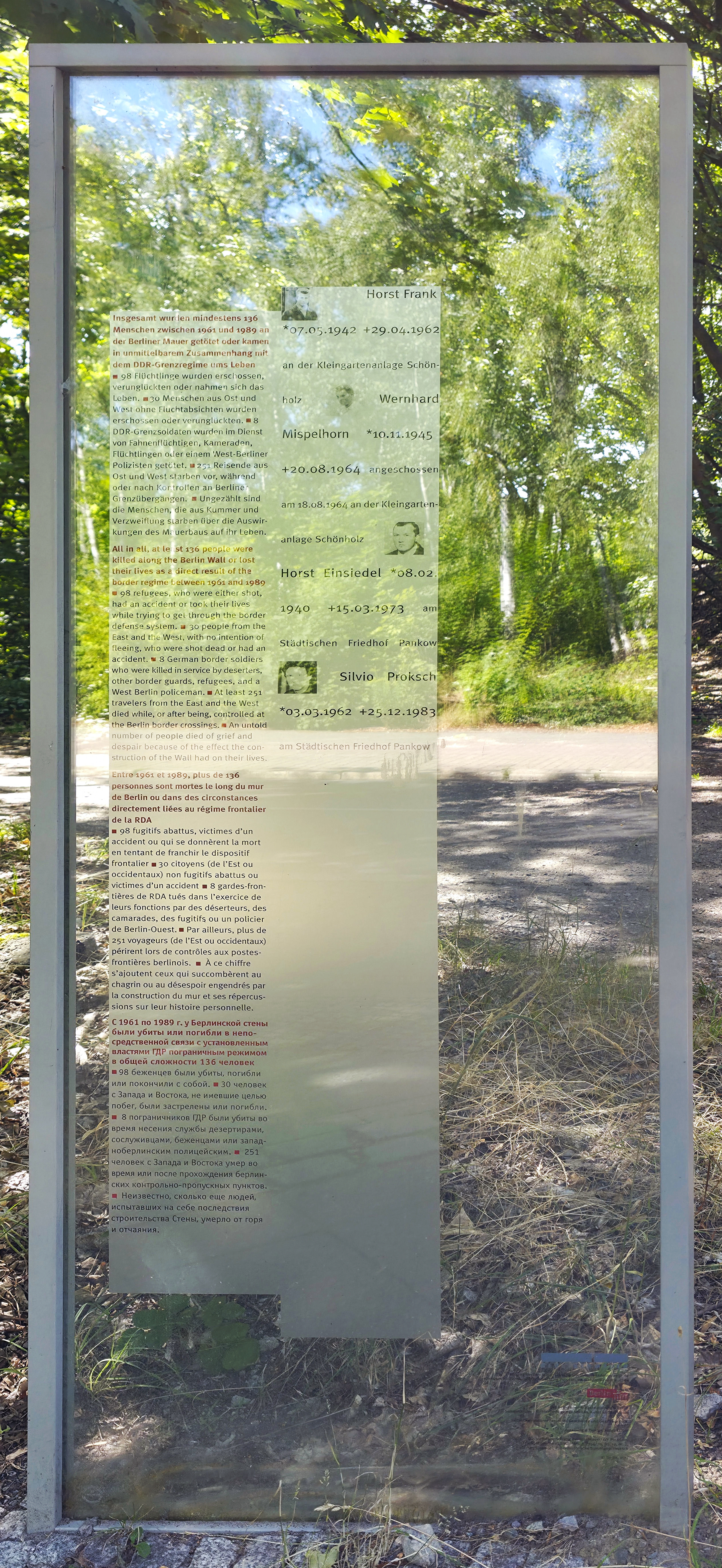
Gedenktafel, Klemkestraße, in Berlin-Reinickendorf

Horst Einsiedel (* 8. Februar 1940 in Berlin; † 15. März 1973 ebenda) war ein Todesopfer an der Berliner Mauer. Angehörige der Grenztruppen der DDR erschossen ihn bei einem Fluchtversuch aus der DDR.

## Leben
Horst Einsiedel wurde in Berlin-Pankow geboren. Nach der Schule absolvierte er zunächst eine Lehre zum Schlosser und ging anschließend erneut zur Schule, die er mit dem Abitur abschloss. An der Technischen Universität in Dresden studierte er danach Maschinenbau. 1967 zog er mit seiner Frau und der 1966 geborenen, gemeinsamen Tochter nach Berlin-Weißensee. Als Diplom-Ingenieur arbeitete er in verschiedenen Betrieben in Ost-Berlin. Seine letzte Arbeitsstelle war das VEB Rationalisierungswerk Heinersdorf. Horst Einsiedel weigerte sich, der SED beizutreten und war deswegen in seinen Karrierechancen benachteiligt, da die Parteizugehörigkeit bei Beförderungen von besonderer Bedeutung war. Mit seiner Frau sprach er über eine Flucht nach West-Berlin. Seine Schwester war noch vor dem Mauerbau dorthin gegangen und seine Mutter 1969 übergesiedelt. Seiner Frau war die Flucht mit dem Kleinkind jedoch zu riskant, so dass Horst Einsiedel sich entschloss, alleine zu fliehen. Eine geeignete Stelle sah er an einem Friedhof in Pankow, der direkt an der Grenze lag.
Am Morgen des 15. März 1973 verabschiedete er sich von seiner Frau unter dem Vorwand, den zahnärztlichen Notdienst aufzusuchen. Noch in der Dunkelheit fuhr er mit seinem Wagen zu dem Pankower Friedhof. Dort entwendete er zwei Leitern. Mit der ersten, einer Anstellleiter, überkletterte er den Hinterlandzaun, um anschließend mit der Klappleiter den Signalzaun zu übersteigen. Dabei löste er Alarm aus. Er rannte weiter zur eigentlichen Mauer und legte die Leiter dort an. Mittlerweile waren zwei Grenzsoldaten auf einem 200 Meter entfernten Wachturm auf ihn aufmerksam geworden. Sie eröffneten umgehend das Feuer auf den Flüchtenden. Von Schüssen in Hals und Brust getroffen, erlag Horst Einsiedel seinen Verletzungen noch im Grenzstreifen.
Die Ehefrau von Horst Einsiedel rief gegen 8 Uhr beim zahnärztlichen Notdienst an, um zu erfahren, dass ihr Mann dort nicht auftauchte. Am nächsten Tag stellte sie fest, dass die persönlichen Unterlagen ihres Mannes fehlten. Daher ging sie von seiner Flucht aus. Das Ministerium für Staatssicherheit entwickelte verschiedene Legenden, um die Umstände des Todes zu verschleiern. Nach mehreren Verhören der Ehefrau kam das MfS zur Überzeugung, dass sie nichts von dem Fluchtversuch wusste. Ihr Mann sei in einem Wald einem Gewaltverbrechen zum Opfer gefallen, wurde ihr Ende März 1973 als Legende präsentiert.
Die beteiligten Grenzsoldaten bekamen die Medaille für vorbildlichen Grenzdienst verliehen. Nach der deutschen Wiedervereinigung mussten sie sich in einem Mauerschützenprozess vor dem Landgericht Berlin verantworten. Beide bekamen 1999 Freiheitsstrafen von 15 Monaten zur Bewährung wegen gemeinschaftlich begangenen Totschlags. Ein weiteres Verfahren gegen den Kommandanten der Todesschützen wurde 2002 wegen dauerhafter Verhandlungsunfähigkeit des Angeklagten eingestellt. Ihm war Beihilfe zum Totschlag vorgeworfen worden.